# Säbyträsk
Säbyträsk är en sjö i Österåkers kommun i Uppland och ingår i Åkerström-Norrströms kustområde. Sjön är 4,5 meter djup, har en yta på 0,0518 kvadratkilometer och befinner sig 11,8 meter över havet.

## Delavrinningsområde
Säbyträsk ingår i det delavrinningsområde (659480-163751) som SMHI kallar för Rinner mot Säbyvik. Medelhöjden är 28 meter över havet och ytan är 19,16 kvadratkilometer. Det finns inga avrinningsområden uppströms utan avrinningsområdet är högsta punkten. Avrinningsområdets utflöde mynnar i havet, utan att ha någon enskild mynningsplats. Avrinningsområdet består mestadels av skog (69 procent). Avrinningsområdet har 0,13 kvadratkilometer vattenytor vilket ger det en sjöprocent på 0,7 procent. Bebyggelsen i området täcker en yta av 3,16 kvadratkilometer eller 17 procent av avrinningsområdet.